# Reserva natural de la estepa de Striltsivskyi
La reserva natural de la estepa de Striltsivskyi (en ucraniano: Стрільцівський Степ (заповідник)) es una reserva natural protegida de Ucrania que cubre un hábitat estepario representativo de la parte oriental de Ucrania. El sitio ha sido una reserva natural desde 1931, proporcionando a los científicos una larga historia de estudio de los procesos ecológicos esteparios. Es conocido por su población de marmota de las estepas. La reserva se encuentra en el distrito administrativo (raión) de Milove en el óblast de Lugansk. La reserva de Striltsivskyi es administrativamente una unidad de la más amplia Reserva natural de Lugansk.

## Historia
La reserva natural local de la estepa Striltsivskyi fue fundada en 1931 y se convirtió en el primer objeto del fondo de reserva natural de la región de Lugansk. Según algunos informes, los directores de las yeguadas de Starobilsk, que fueron apoyados por el profesor Viktor Averin (1885-1955), iniciaron la creación de la reserva. En marzo de 1947, la reserva recibió el estatus de reserva de la República, y luego se transformó en reserva.
En 1961, la Reserva de la Estepa de Streltsovskaya se convirtió en parte de la Reserva de la Estepa del Estado de Ucrania (Український степовий природний заповідник) de la  Academia Nacional de Ciencias de Ucrania.
El 12 de noviembre de  1968, por decreto del Consejo de Ministros de la República Socialista Soviética de Ucrania n.º 568, la Reserva de la Estepa Striltsivskyi (en ese momento con un área de 494 hectáreas), junto con la rama Stanichno-Lugansk con un área de 494 hectáreas, se transfirió a la recién formada Reserva natural de Lugansk (Луганский природный заповедник) de la Academia Nacional de Ciencias de Ucrania.
En 2004, de conformidad con el decreto del presidente de Ucrania n.º 466/2004 «Sobre la expansión del territorio de la reserva natural de Lugansk»  (Про розширення території Луганського природного заповідника), el territorio de la estepa Striltsivskyi se amplió significativamente (en 514,45 ha), por cuenta del consejo del pueblo de Velikotsky, de la yeguada Streletsky y del pueblo de Krinichnoye.

## Topografía
La reserva se encuentra en un espolón al sur de las tierras altas de la Rusia media, cerca de la frontera con Rusia. El terreno es relativamente plano, con elevaciones de colinas que se elevan a 50 metros.

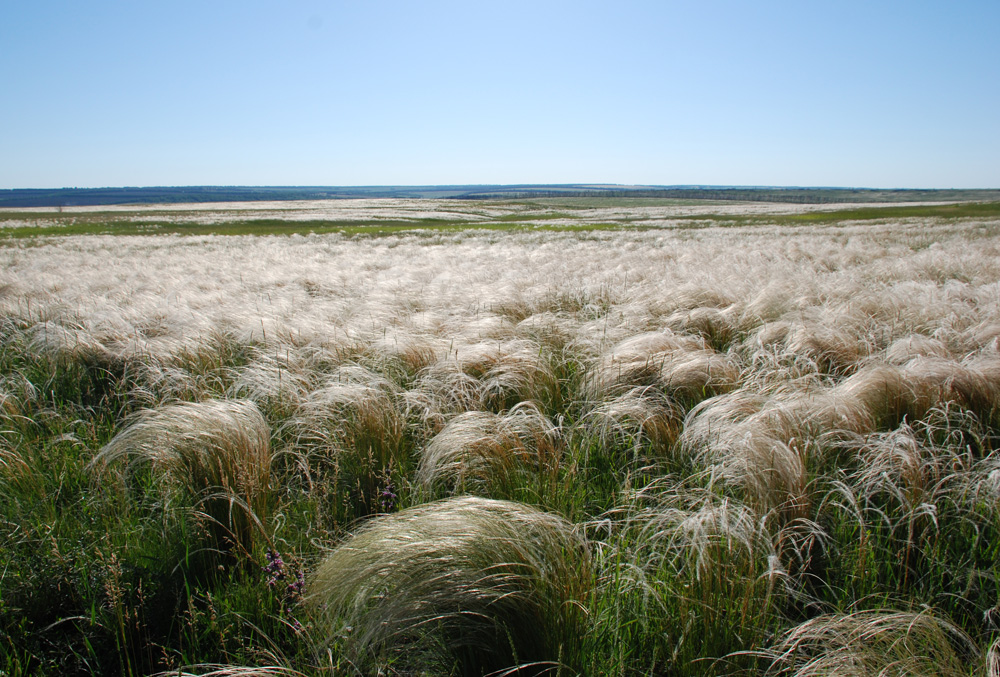
Hierba pluma (Stipa tirsa) en la Reserva Strilsevsky

## Clima y ecoregión
La designación climática oficial para el área de la reserva es Clima continental húmedo, con veranos cálidos (clasificación climática de Köppen (Dfb)). Este clima se caracteriza por grandes diferencias estacionales de temperatura y un verano cálido (al menos cuatro meses con un promedio de más de 10 °C, pero ningún mes con un promedio de más de 22 °C. La temperatura promedio en enero es de -9 °C y 21 °C en julio. La precipitación anual varía entre 250 y 400 mm por año.
La reserva está localizada en la ecorregión de la estepa póntica, una ecorregión que cubre una extensión de pastizales que se extiende desde la costa norte del Mar Negro hasta el oeste de Kazajistán.

## Flora y fauna
El paisaje es el de la estepa norteña de hierba-festuca-hierba plumosa. Las orillas arenosas del río presentan sauces y álamos, las terrazas más altas tienden hacia la estepa de pradera y las áreas elevadas sustentan mosaicos de robles y bosques caducifolios mixtos. La biodiversidad es alta; los científicos en la reserva han registrado 673 especies de plantas vasculares y 47 especies de mamíferos.

## Uso público
Como reserva natural estricta, el objetivo principal de Striltsivskyi es la protección de la naturaleza y el estudio científico. El acceso público es limitado: la recreación masiva y la construcción de instalaciones están prohibidas, al igual que la caza y la pesca.